# Myodocarpaceae
Die Myodocarpaceae sind eine Pflanzenfamilie innerhalb der Ordnung der Doldenblütlerartigen (Apiales). Die nur zwei Gattungen mit bis zu 19 Arten kommen auf den Kleinen Sundainseln und von Neuguinea bis Neukaledonien und Queensland vor.

## Beschreibung

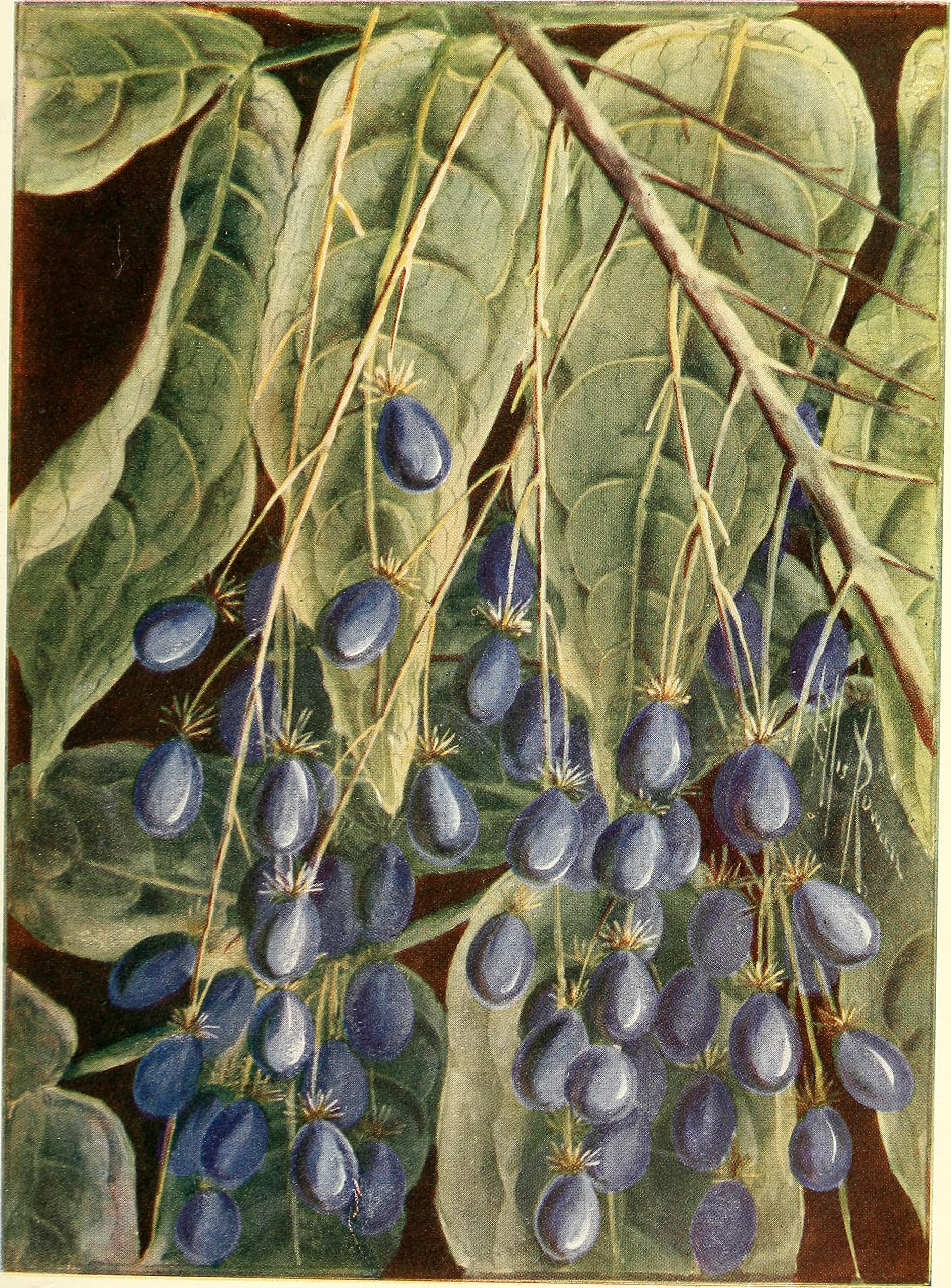
Delarbrea michieana

Es handelt sich um verholzende Pflanzen: Sträucher oder kleine Bäume. Die Laubblätter sind wechselständig.
Die Blütenstände sind meist aus doldigen Teilblütenständen zusammengesetzt. Die zwittrigen Blüten sind fünfzählig. Es ist nur ein Kreis mit fünf Staubblättern vorhanden. Zwei Fruchtblätter sind zu einem (synkarpen) Fruchtknoten verwachsen.
Sie bilden fleischige Steinfrüchte (Delarbrea) oder geflügelte Nussfrüchte = Samara (Myodocarpus). Sie besitzen ein holziges Endokarp.

## Systematik und Verbreitung
Die Arten der Familie haben ihre Areale in Queensland (Australien), von Neuguinea bis Neukaledonien und auf den Kleinen Sundainseln.
Die beiden Gattungen waren früher in der Familie der Araliaceae Juss. als Tribus Myodocarpeae R.Vig. eingeordnet.
Die Familie der Myodocarpaceae enthält nur zwei Gattungen mit etwa 19 Arten:
- Delarbrea Vieill. (Syn.: Porospermum F.Muell., Pseudosciadium Baill.): Es sind kleine dornenlose Bäume. Die wechselständigen Blätter sind zusammengesetzt. Die Blättchen sind gezähnt. Nebenblätter fehlen. Die Blütenstände sind aus Dolden zusammengesetzt. Die zwittrigen Blüten sind fünfzählig und die fleischigen Steinfrüchte sind ungeflügelt. Diese Gattung ist nach Antoine Delarbre benannt und enthält etwa sieben Arten, die auf den Kleinen Sundainseln und von Neuguinea bis Neukaledonien und Queensland vorkommen.[2][3]
- Myodocarpus Brongn. & Gris: Die Früchte sind geflügelt. Die acht bis zehn Arten kommen nur in Neukaledonien vor.[3]

## Weiterführende Literatur
- Porter P. Lowry II, Gregory M. Plunkett & A. A. Oskolski: Early Lineages in Apiales: Insights from Morphology, Wood Anatomy and Molecular Data. In: Edinburgh Journal of Botany, Volume 58, 2001, S. 207–220.
- G. M. Plunkett, G. T. Chandler, P. P. Lowry II, S. Pinney, T. Sprenkle: Recent advances in understanding Apiales with a revised classification. In: South African Journal of Botany, Volume 70, 2004, S. 371–381.